# Beaux Arts Trio

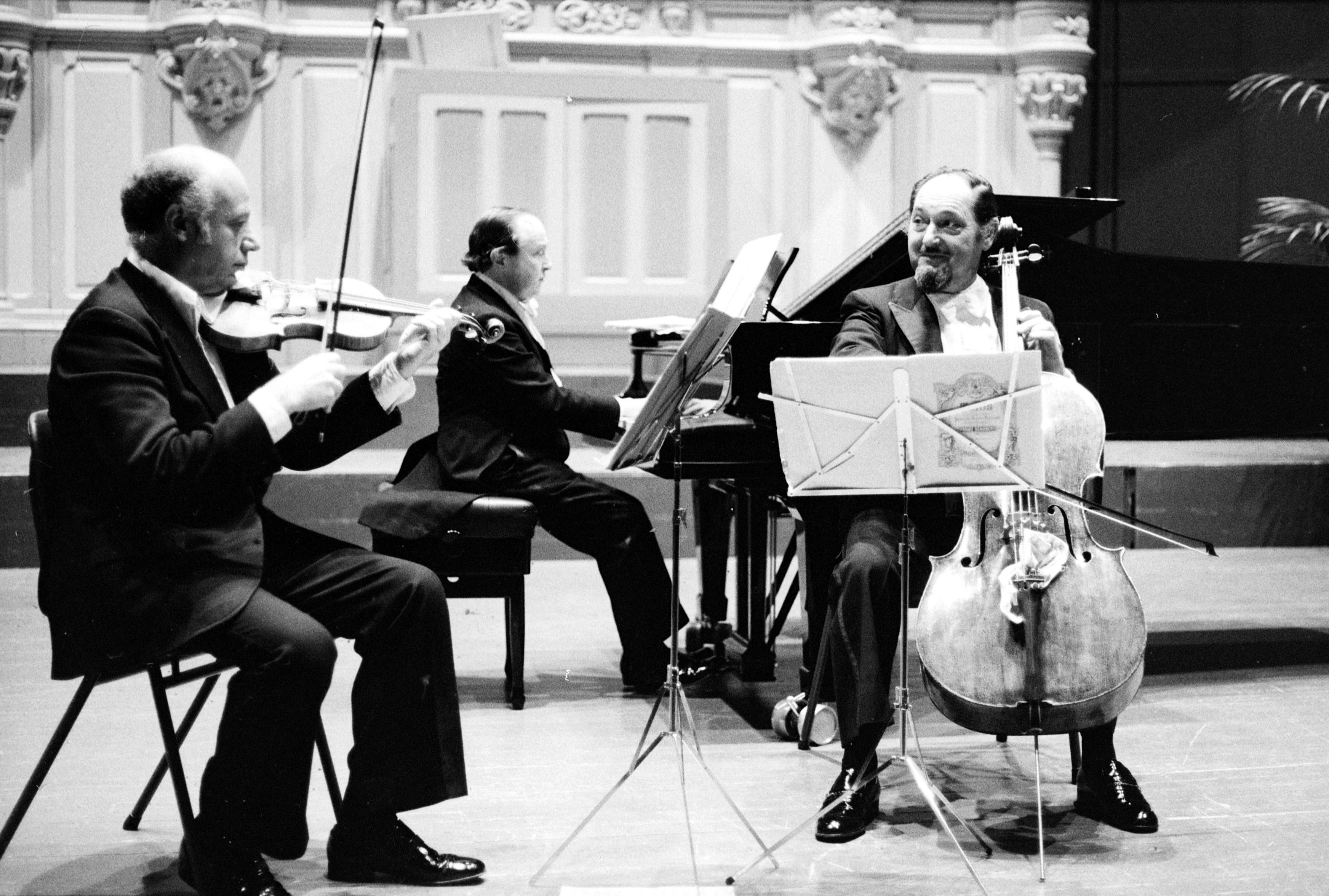
Optreden Beaux Arts Trio in het Concertgebouw, Amsterdam in 1978.
V.l.n.r. Isidore Cohen, Menahem Pressler, Bernard Greenhouse.

Het Beaux Arts Trio was een wereldwijd bekend pianotrio, opgericht door de pianist Menahem Pressler. Het trio maakte zijn debuut op 13 juli 1955 op het Berkshire Music Festival, dat nu bekendstaat als het Tanglewood Music Center. Het laatste concert van het trio was in Tanglewood op 21 augustus 2008. Het werd rechtstreeks uitgezonden (en gearchiveerd) op de website van NPR Music.
Het Beaux Arts Trio maakte opnames van het complete standaardrepertoire voor pianotrio. In 2005 vierde het trio zijn 50-jarig bestaan met twee speciale CD-uitgaven, een met hun populairste uitgaven (uitgegeven door Philips), en de tweede met een jubileumcollectie van nieuwe muziek (uitgave van Warner Records). 
De oorspronkelijke drie leden van het trio bij de oprichting in 1955 waren pianist Menahem Pressler, violist Daniel Guilet en cellist: Bernard Greenhouse. De bezetting veranderde een aantal keren. Tot de latere leden behoorden de violisten Isidore Cohen (1968-1992), Ida Kavafian (1992-1998), Yung Uck Kim (1998-2002) en Daniel Hope (2002-2008) en de cellisten Peter Wiley (1987-1998) en Antônio Meneses (1998-2008). Gedurende zijn lange bestaan werd het trio bijeengehouden door de oprichter Menahem Pressler, de enige die de volle 53 jaar lid bleef totdat het trio in 2008 werd ontbonden. 